# Domenico de Simone (kardynał)
Domenico de Simone (ur. 29 listopada 1768 w Benewencie, zm. 9 listopada 1837 w Rzymie) – włoski kardynał.

## Życiorys
Urodził się 29 listopada 1768 roku w Benewencie, jako syn Filippa De Simone i Vicenzy Capece Scondito. Studiował na Papieskiej Akademii Kościelnej, a następnie został referendarzem Najwyższego Trybunału Sygnatury Apostolskiej i gubernatorem Fabriano. Podczas pierwszej francuskiej okupacji Rzymu uciekł do Neapolu, a potem do Benewentu. W czasie drugiej okupacji przebywał w Orvieto, a po przywróceniu papiestwa został m.in. klerykiem Kamery Apostolskiej i protonotariuszem apostolskim. 15 marca 1830 roku został kreowany kardynałem diakonem i otrzymał diakonię Sant'Angelo in Pescheria. 18 grudnia 1830 roku przyjął święcenia diakonatu. Przez rok pełnił funkcję legata w Ferrarze, a w okresie 1832–1833 był kamerlingiem Kolegium Kardynałów. Zmarł 9 listopada 1837 roku w Rzymie.